# Десняк Василь
Десня́к Василь (справжнє ім'я — Василенко Василь Трохимович; 7 (19) березня 1897, с. Семиполки сучасного Броварського району Київської області — 20 жовтня 1938) — український критик, публіцист.

## Життєпис
Освіту здобував у Чернігівській учительській семінарії, Інституті журналістики та Вищому літературно-художньому інституті в Москві.
Із 1917 року перебував на партійній роботі.
Приблизно в 1923—1924 роках Василь Десняк одружився з Ольгою Шамраєвою (за першого шлюбу — Петрицька).
|                                                        | Василенко, другий чоловік Ольги Вікторівни, був товаришем Петрицького, і відбив [у нього] жінку. |
| — Г. Шапран, «Ми жили на одному поверсі», М. Кучеренко |                                                                                                  |

Протягом 1930—1933 років разом із дружиною Василь Десняк проживали в Харкові в будинку «Слово» у 60-ій квартирі на 3-му поверсі 5-го під'їзду.

## Професійна діяльність
На початку 1920-х років Василь Десняк був заступником головного редактора газети «Більшовик». У ці ж роки (приблизно до серпня 2024-го) він працював «червоним цензором» (Сергій Єфремов).
|                                       | ...цей самий мудрий чоловічина, опріч літератури, ще й служить за цензора і зводить, як цензор, свої особисті рахунки з нелюбими йому людьми та виданнями. (...) Колись розуміли, що не можна сполучати редакторства з цензорством, щоб не давати приводу до втручання в літературну полеміку цензорської власної руки. Тепер це розуміння втрачено, і мало не кожен совітський літератор буває разом і цензором для супротивника. Картина пречудова. |
| — Сергій Єфремов, Щоденники 1923–1929 | |

На початку 30-х років Василь Десняк був редактором журналу «Критика» (1928—1932 рр.) — місячника марксистсько-ленінської критики, бібліографії та літературознавства.
Василь Десняк, за спогадами Сергія Єфремова, активно писав доноси. Навіть його критичні статті й відгуки на художні твори інших авторів часто мали викривальний характер.
Свої художні й критичні тексти Василь Десняк друкував у журналі «Глобус», «Життя й революція» тощо. Низку поезій опублікував у журналі «Семафор у майбутнє» (1922, № 1).

## Відомі книги та статті
- «Про „Сонячну машину“ В. Винниченка» (1929);
- «Мотиви творчості Лесі Українки» (1928);
- «У завороженім крузі (Про творчість О. Кобилянської)» (1928);
- «За життя розплата тільки кров'ю» (1928);
- «З поля літературознавства» (1928).

1988 року твори Василя Десняка з'явилися в «Зведеному списку книг, що підлягають вилученню з бібліотек та книготорговельної мережі».

## Критика
Сергій Єфремов не схвалював діяльність Василя Десняка. Він неодноразово критикував його непрофесійну цензорську роботу. Про літературно-критичну діяльність письменника критик також відгукувався несхвально. Наприклад, у щоденникових записах від 23 листопада 1925 року читаємо такий відгук про фейлетон «Виступ академіка»: «Дурна, брехливо-доносительна балаканина, розрахована, видко, на повну безкарність».

## Арешт
8 грудня 1933 року Василь Десняк разом з іншими літераторами, науковцями, викладачами й працівниками радянських установ були репресовані за Справою Української військової організації (стаття звинувачення: 54-11 УК УССР).
Згідно з рішенням судової трійки при колегії ДПУ УСРР, 24 лютого 1934 року було винесено вирок — 5 років позбавлення волі у виправно-трудовому таборі.
Згодом Василя Десняка перевезено до м. Уральська (за спогадами В. Слупської також загадано про м. Уфа), пізніше — розстріляно. Його дружина Ольга, яка поїхала разом із чоловіком на «вільне поселення», повернулася до Києва вдовою.
Реабілітований 23 січня 1965 року посмертно.